# UD Logroñés
UD Logroñés is een Spaanse voetbalclub uit Logroño in de regio La Rioja. Thuisstadion is Estadio Las Gaunas, dat 15.902 plaatsen heeft. De club speelt sinds 2020/21 in de Segunda División A.

## Geschiedenis
De club werd in 2009 opgericht na het opheffen van CD Logroñés en begon meteen in de Segunda B omdat het de licentie van het net gepromoveerde Club Deportivo Varea had overgenomen.
Seizoen 2019/20 werd onder voorzitter Felix Revuelta en trainer Sergio Rodríguez voorlopig hun beste seizoen uit hun geschiedenis. Door de coronapandemie besloot de Spaanse voetbalbond op 14 april 2020 om de ploeg kampioen van de reguliere competitie te verklaren en dit op 10 wedstrijden voor het einde. De finale in één wedstrijd werd op zaterdag 18 juli 2020 gespeeld in de Estadio La Rosaleda, thuishaven van Málaga CF. De tegenstander was CD Castellón, dat in de vijftiende minuut langs Adrián Lapeña Ruiz op voorsprong kwam. We moesten wachten tot aan de drieëntachtigste minuut toen Logroñés een lichte penalty kreeg, die door José Andrés Rodriguez Gaitán omgezet werd. Toen in de negenentachtigste minuut Ousama Siddiki van Logroñés uitgesloten werd na twee gele kaarten in vier minuten tijd, zou men verwachten dat Castellón in de verlengingen de overhand zou genomen hebben. Maar deze verlengingen brachten niets op en in de penalty ronde trok Logroñés, dankzij doelman Rubén Miño Peralta, aan het langste eind. Om het aantal wedstrijden te beperken werd de eretitel van algemeen kampioen dit jaar niet uitgedeeld.
Zo speelt de ploeg vanaf seizoen 2020/21 voor het eerst in haar geschiedenis in de Segunda División A. Dit avontuur zou echter van heel korte duur zijn, want een negentiende plaats zo niet genoeg zijn om het behoud te verzekeren.  Zo staat de ploeg tijdens seizoen 2021-2022 aan het doopvont van de nieuwe Primera División RFEF en dit onder andere samen met stadsgenoot SD Logroñés.  Zonder echt mee te doen aan de strijd voor het kampioenschap, eindigde de ploeg op de vijfde plaats, net genoeg om voor de eindronde geplaatst te zijn.  Maar tijdens de eerste ronde bleek het filiaal van Villareal CF met 3-1 te sterk te zijn.
Op 4 december 2024 won UD Logroñés als vierdeklasser een bekerduel van het in de Primera División uitkomende Girona FC.

## Gewonnen prijzen
- Regionale kampioen Tercera División: 2009
- Kampioen Segunda División B: 2019/20

## Eindklasseringen
- 2010 9e
Segunda División B
- 2011 6e
Segunda División B
- 2012 5e
Segunda División B
- 2013 14e
Segunda División B
- 2014 11e
Segunda División B
- 2015 4e
Segunda División B
- 2016 4e
Segunda División B
- 2017 6e
Segunda División B
- 2018 7e
Segunda División B
- 2019 2e
Segunda División B
- 2020 1e
Segunda División B
- 2021 20e
Segunda División
- 2022 5e
Primera Federación
- 2023 18e
Primera Federación
- 2024 3e
Segunda Federación
- 2025 6e
Segunda Federación

- Segunda División
- Primera Federación
- Segunda División B
- Segunda Federación